# Ercole contro i tiranni di Babilonia
Ercole contro i tiranni di Babilonia és un pèplum italià dirigit per Domenico Paolella el 1964.

## Argument
De resultes de l'atac al seu vaixell, la reina Hespèria és feta presonera, així com els altres passatgers, pels tres tirans de Babilònia: Assur, Salmanassar i Tanit, la seva germana. Tots tres es preparen per vendre els seus captius com esclaus, ignorant que al lot es troba una reina.

## Repartiment
- Rock Stevens/Peter Lupus: Hèrcules
- Helga Line: Thanit
- Mario Petri: Phaleg rei dels Assiris
- Anna-maria Polani: Hespèria reina dels Hellens
- Livio Lorenzon: Salmanassar
- Tullio Altamura: Assur
- Franco Balducci: Moksor
- Rosy De Leo: l'esclava Gilda
- Andrea Scotti: un jove pastor
- Diego Pozzetto: Behar
- Mirko Valentin: Glicon
- Diego Michelotti: Crissipo
- Eugenio Bottai: Ministre d'Assur
- Emilio Messina: lluitador
- Pietro Torrisi: lluitador
- Gilberto Galimberti: lluitador
- Amerigo Santarelli: lluitador
- Puccio Ceccarelli: lluitador